# 纳戈里耶农村居民点
纳戈里耶农村居民点（俄语：Нагорьевское сельское поселение）是俄罗斯联邦别尔哥罗德州罗韦尼基区所属的一个农村居民点。其下辖有6个居民点，行政中心为纳戈里耶。据2016年统计，该农村居民点的人口为1527人。